# Jake Ellenberger
Jacob Steven Ellenberger, född 28 mars 1985 i Omaha, är en amerikansk MMA-utövare som sedan 2009 tävlar i organisationen Ultimate Fighting Championship.